# Heterandria bimaculata
Heterandria bimaculata es un pez de la familia de los pecílidos en el orden de los ciprinodontiformes.

## Morfología
Los machos pueden alcanzar los 7 cm de longitud total y las hembras los 15 cm.

## Distribución geográfica
Se encuentran en Centroamérica: desde México hasta Belice, Honduras y Guatemala.